# The Mighty
The Mighty är en amerikansk dramafilm från 1998 i regi av Peter Chelsom. Filmen är baserad på boken Freak the Mighty av Rodman Philbrick.

## Handling
Max plågas av ett hemskt förflutet. Hans far mördade hans mamma, och medan Kenny Kane sonar sitt brott i fängelset, så tas Max hand om av sina morföräldrar. Men han har det allt annat än bra. Hans IQ är inte den högsta, och han är utstött i skolan. Men så flyttar den handikappade Kevin in som granne, och bådas liv förändras nästan omedelbart.

## Rollista
- Harry Dean Stanton - Grim
- Gena Rowlands - Gram
- Elden Henson - Max
- Kieran Culkin - Kevin
- Sharon Stone - Gwen Dillon
- Gillian Anderson - Loretta Lee
- James Gandolfini - Kenny Kane
- Meat Loaf - Iggy